# Lim Tang Boon
Lim Tang Boon (né à Singapour) est un joueur de football international singapourien, qui évoluait au poste de milieu de terrain.

## Biographie

### Carrière en sélection
Il participe avec l'équipe de Singapour à la Coupe d'Asie des nations de 1984.